# Sur le sentier de la guerre
Sur le sentier de la guerre è un cortometraggio muto francese del 1909, diretto da Jean Durand. Considerato uno dei primi esempi di "western camarguese", il film si ispira ai western americani, adattandoli al contesto della Camargue, una regione del sud della Francia.
Il film è considerato un esempio di "western camarguese", un sottogenere che adatta le tematiche e l'estetica del western americano al paesaggio e alla cultura della Camargue.

## Produzione
Il film è stato prodotto dalla Société des Établissements L. Gaumont, una delle principali case di produzione cinematografica francesi dell'epoca. Jean Durand, noto per la sua prolifica attività nel cinema muto, ha diretto numerosi cortometraggi tra il 1908 e il 1910, molti dei quali ambientati in scenari che richiamano il western americano.